# Giancarlo Giannini
Giancarlo Giannini (La Spezia, 1 de agosto de 1942) é um ator, dublador, roteirista, produtor e diretor italiano.
Começou a sua carreira no cinema em 1965 no filme Fango sulla metropoli. Depois trabalhou com a diretora italiana Lina Wertmüller a qual dirigiu-o em muitos filmes  (Mimì metallurgico ferito nell'onore, 1972; Travolti da un insolito destino nell'azzurro mare d'agosto, (1974) e Pasqualino Settebellezze (1975), pelo qual foi indicado ao Oscar de Melhor Ator.
Fora da Itália, atuou em Casino Royale (2006), de Martin Campbell, e na continuação, Quantum of Solace, New York Stories, de Francis Ford Coppola, além de Hannibal, de Ridley Scott.

## Biografia

### Primeiros tempos
Giancarlo Giannini vive sua infância no povoado de Pitelli . Em  1952, transfere-se com a  família para Nápoles, onde obtém o diploma de técnico em eletrônica na escola Alessandro Volta. Ainda muito jovem, transfere-se para  Roma, onde estuda  na Accademia Nazionale d'Arte Drammatica Silvio D'Amico. Também em Roma estreia no teatro aos 18 anos na peça In memoria di una signora amica, de Giuseppe Patroni Griffi, ao lado de Lilla Brignone.
Em seguida, o diretor Beppe Menegatti lhe confia o papel de  Puck, em Sonho de uma noite de verão, de William Shakespeare. De fato é no  teatro que obtém os primeiros successos, sobretudo graças ao seu desempenho em  Romeu e Julieta (que, sob a direção de Franco Zeffirelli, entusiasmou até mesmo o público do tradicional Old Vic de Londres) e com La lupa (baseada em texto de Giovanni Verga), que estreou no  Teatro della Pergola de Florença, em maio de 1965, quando Giannini atuou ao lado de Anna Magnani, sempre sob a direção de Zeffirelli.
Estreou no cinema com um pequeno papel em Fango sulla metropoli (também conhecido como I criminali della metropoli, filme de 1965), realizado por "Henry Wilson" (pseudônimo de Gino Mangini).
No mesmo ano, depois de  atuar em Libido, filme de  Ernesto Gastaldi e Vittorio Salerno, obtém popularidade  como  protagonista de  David Copperfield,  adaptação para a TV do   romance homônimo de Charles Dickens, sob a direção de  Anton Giulio Majano, que voltaria a dirigir Giannini alguns anos mais tarde (1971), em E le stelle stanno a guardare,  uma adaptação para a TV  do romance The Stars Look Down, de A.J. Cronin.
Fundamental naquele período inicial é  o seu encontro com a realizadora Lina Wertmüller, com quem viria a trabalhar  muitas vezes. Em 1966, ela lhe oferece seu primeiro papel de protagonista de um filme: o    musicarello intitulado Rita la zanzara, no qual Giannini atua ao lado de  Rita Pavone. Ele também participaria da sequência, Non stuzzicate la zanzara (1967). No entanto, não conseguirá  impor-se profissionalmente até 1970, ano em que  interpreta Dramma della gelosia (tutti i particolari in cronaca) de Ettore Scola, no qual Giannini começa a delinear a figura tensa e mercurial do subproletário, que interpretará com êxito em filmes subsequentes.
Em 1967, volta ao teatro com a peça Mimì metallurgico ferito nell'onore, também escrita por Wertmüller, cujo texto seria em 1972 adaptado para o cinema pela realizadora. O trabalho de Giannini, nesse filme, seria aclamado internacionalmente. Ele e Wertmüller fundariam, tempos depois, a produtora Liberty Films.
Em 1968 participa do elenco de  Due più due non fa più quattro, peça teatral escrita por  Lina Wertmüller e dirigida por Franco Zefirelli. A partir de então, Giannini terá seu nome  associado ao de Wertmüller,  participando de quase toda a filmografia da realizadora.
Ainda em 1968, no cinema, fará o papel secundário de um soldado,  no filme de guerra 'Lo sbarco di Anzio, ao lado de atores de prestígio como Robert Mitchum e Peter Falk, sob a direção de Edward Dmytryck. No ano seguinte, fará The Secret of Santa Vittoria, de Stanley Kramer, uma comédia de guerra protagonizada por Anthony Quinn.

### Anos 1970

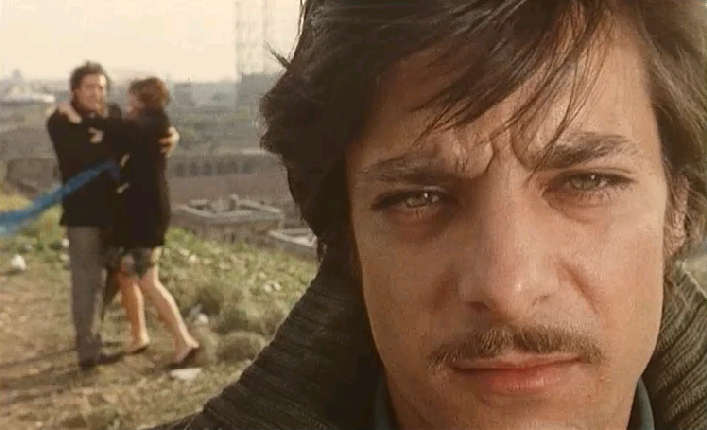
Giancarlo Giannini in Dramma della gelosia (tutti i particolari in cronaca) (1970)

Começou aos poucos a fazer nome em filmes italianos, como Dramma della gelosia (1970), de Ettore Scola, história de um triângulo amoroso completado por Marcello Mastroianni e Monica Vitti.
Em 1973, participou na comédia Sessomatto ("Sexolouco"), de Dino Risi, onde interpretava diversos papéis. Nesse mesmo ano ganhou o prémio de Melhor Ator do Festival de Cinema de Cannes, por sua interpretação no drama Film d'amore e d'anarchia, ovvero: stamattina alle 10, in via dei Fiori, nella nota casa di tolleranza..., de Lina Wertmüller.
No ano seguinte volta a trabalhar com Wertmüller, em Swept Away e também participa da comédia La Grande Bourgeoise, de Mauro Bolognini.
Em 1975, recebe uma indicação para o Oscar de Melhor Ator, por seu trabalho na comédia dramática  Pasqualino Settebellezze, de Lina Wertmüller.
No ano seguinte, é dirigido por  Luchino Visconti, em L'innocente, um magnífico drama baseado no romance de Gabriele D'Annunzio, onde contracena com Jennifer O'Neill e Laura Antonelli.
Em 1978, interpreta, juntamente com Candice Bergen, A Night Full of Rain, primeiro filme de Wertmüller em língua inglesa.

### Anos 1980 - 2000
Em 1981, atua sob a direção de Rainer Werner Fassbinder, em Lili Marleen.
Destaca-se ainda  o seu trabalho em  American Dreamer (1984) e Fever Pitch (1985), além da comédia Lo Zio Indegno (1986) (de Franco Brusati, com Vittorio Gassman), New York Stories (1989), no episódio dirigido por Francis Ford Coppola; na comédia Once Upon a Crime (1992), num elenco composto por James Belushi, Cybill Shepherd, Sean Young e Ornella Muti, além de A Walk in the Clouds (1995), de Alfonso Arau.
Depois disso, volta a trabalhar com Ettore Scola, na comédia La cena (1998), e faz o inspetor Rinaldo Pazzi no thriller Hannibal (2001), realizado por Ridley Scott, na sequência do conceituadíssimo The Silence of the Lambs (1991).

## Televisão
- E le stelle stanno a guardare (1971) como Arthur Barras; direção de Anton Giulio Majano
- Sins (1986)
- Frank Herbert's Dune (2000) como Imperador Shaddam Corrino IV